# Songs for You, Truths for Me
Songs for You, Truths for Me es el segundo álbum del cantante, compositor y guitarrista inglés James Morrison, lanzado el 26 de septiembre de 2008. El primer sencillo del álbum fue "You Make It Real", lanzado el 22 de septiembre; el segundo sencillo es "Broken Strings" (dueto junto a la cantante canadiense Nelly Furtado) lanzado el 8 de diciembre. "Nothing Ever Hurt Like You" también fue lanzado el 23 de septiembre, pero solamente en los Estados Unidos. El álbum se posicionó en el número 3 en el UK Albums Chart.

## Lista de canciones
Todas las canciones escritas y compuestas por James Morrison, escritores adicionales están anotados. 
| N.º | Título                               | Escritor(es) adicional(es)                | Duración |  |
| 1.  | «The Only Night»                     | Martin Terefe                             | 3:37     |  |
| 2.  | «Save Yourself»                      | Chris Braide, Steve Robson y Wayne Hector | 3:01     |  |
| 3.  | «You Make It Real»                   | Paul Barry                                | 3:31     |  |
| 4.  | «Please Don't Stop the Rain»         | Ryan Tedder                               | 3:54     |  |
| 5.  | «Broken Strings» (con Nelly Furtado) | Fraser T. Smith y Nina Woodford           | 4:10     |  |
| 6.  | «Nothing Ever Hurt Like You»         | Barry y Mark Taylor                       | 3:51     |  |
| 7.  | «Once When I Was Little»             | Dan Wilson y Terefe                       | 4:42     |  |
| 8.  | «Precious Love»                      | John Shanks                               | 3:37     |  |
| 9.  | «If You Don't Wanna Love Me»         | Martin Brammer y Robson                   | 4:15     |  |
| 10. | «Fix The World Up for You»           | Brammer y Robson                          | 3:35     |  |
| 11. | «Dream on Hayley»                    | Francis White                             | 3:33     |  |
| 12. | «Love Is Hard»                       | Brammer y Robson                          | 3:53     |  |

| Deluxe edition DVD: Live at Air Studios |                              |                               |          |  |
| N.º                                     | Título                       | Escritor(es) adicional(es)    | Duración |  |
| 1.                                      | «Broken Strings»             | Smith y Woodford              |          |  |
| 2.                                      | «If You Don't Wanna Love Me» | Martin Brammer y Robson       |          |  |
| 3.                                      | «Once When I Was Little»     | Wilson y Terefe               |          |  |
| 4.                                      | «Please Don't Stop the Rain» | Tedder                        |          |  |
| 5.                                      | «Precious Love»              | Shanks                        |          |  |
| 6.                                      | «Save Yourself»              | Braide, Robson y Hectorgth6 = |          |  |
| 7.                                      | «You Make It Real»           | Barry                         |          |  |

## Posicionamiento
| País           | Listas (2008)            | Posición |
| -------------- | ------------------------ | -------- |
| Australia      | Australian Albums Chart  | 21       |
| Austria        | Austrian Albums Chart    | 34       |
| Dinamarca      | Danish Albums Chart      | 17       |
| Estados Unidos | US Billboard 200         | 49       |
| Francia        | French Albums Chart      | 49       |
| Holanda        | Dutch Albums Chart       | 11       |
| Irlanda        | Irish Albums Chart       | 14       |
| Nueva Zelandia | New Zealand Albums Chart | 19       |
| Reino Unido    | UK Albums Chart          | 3        |
| suiza          | Swiss Albums Chart       | 12       |

| Predecesor: "I Am... Sasha Fierce" de Beyoncé | Irish Albums Chart - Álbum núm. 1 15 de enero de 2009 | Sucesor: "Working on a Dream" de Bruce Springsteen |

## Fechas de lanzamiento
| Región         | Fecha                    | Sello      | Formato | Catalogación |
| -------------- | ------------------------ | ---------- | ------- | ------------ |
| Europa         | 29 de septiembre de 2008 | Polydor    | CD      | 178 375-5    |
| Estados Unidos | 30 de septiembre de 2008 | Interscope | CD      |              |
| Brasil         | 7 de octubre de 2008     | Universal  | CD      | B0012070-02  |
| Reino Unido    | 24 de noviembre de 2008  | Polydor    | CD/DVD  |              |